# Astragalus macropelmatus
Astragalus macropelmatus är en ärtväxtart som beskrevs av Aleksandr Andrejevitj Bunge. Astragalus macropelmatus ingår i släktet vedlar, och familjen ärtväxter.

## Underarter
Arten delas in i följande underarter:
- A. m. macropelmatus
- A. m. pseudobuchtormensis